# 북아메리카 성운
북아메리카 성운(North America Nebula)은 백조자리에 있는 H II 영역이다. 백조자리에서 가장 밝은 꼬리별인 데네브와 가까이 있다. 주목할 만한 점은 그 모양이 북아메리카 모양과 아주 닮았고 심지어 맥시코만 또한 그려져 있다. 북미의 성운(North American)으로 잘못 불리기도 한다. UHC 필터로 그 모습을 확인할 수 있다.

## 같이 보기
- 펠리컨 성운